# Independence (Luisiana)
Independence é uma cidade  localizada no estado americano de Luisiana, na Paróquia de Tangipahoa.

## Demografia
Segundo o censo americano de 2000, a sua população era de 1724 habitantes.
Em 2006, foi estimada uma população de 1828, um aumento de 104 (6.0%).

## Geografia
De acordo com o United States Census Bureau tem uma área de
5,8 km², dos quais 5,8 km² cobertos por terra e 0,0 km² cobertos por água.

## Localidades na vizinhança
O diagrama seguinte representa as localidades num raio de 16 km ao redor de Independence.